# تريفور دانس
تريفور دانس (بالإنجليزية: Trevor Dance)‏ هو لاعب كرة قدم بريطاني، ولد في 31 يوليو 1958 في South Hetton ‏ في المملكة المتحدة. لعب مع بورت فايل وستوك سيتي ونادي ألترينتشام ونادي تلفورد يونايتد.